# Бэтмен возвращается
«Бэ́тмен возвраща́ется» (англ. Batman Returns) — американский супергеройский фильм 1992 года, срежиссированный и спродюсированный Тимом Бёртоном по сценарию Дэниела Уотерса. Основан на комиксах издательства DC Comics о супергерое Бэтмене. Является продолжением фильма «Бэтмен» (1989) и второй частью в тетралогии о Бэтмене (1989—1997). Главные роли исполнили Майкл Китон, Дэнни Де Вито и Мишель Пфайффер.
Поначалу Тим Бёртон не был заинтересован в создании продолжения получившего успех фильма «Бэтмен» и согласился вернуться при предоставлении ему значительного творческого контроля, включая замену первоначального сценариста Сэма Хэмма на Дэниела Уотерса и приглашение своих коллег, с которыми Бёртон работал ранее. Также режиссёр пригласил Уэсли Стрика, который завершил сценарий и придумал план главного злодея — Пингвина. Съёмки фильма проходили с сентября 1991 по февраль 1992 года на съёмочных площадках студий Warner Bros. и Universal Pictures, бюджет производства составил 50—90 млн $.
Рекламная кампания фильма была масштабной — студия сотрудничала с популярными брендами и выпускала различные товары, чтобы повторить успех предыдущего фильма. «Бэтмен возвращается» вышел на экраны 19 июня 1992 года и побил несколько кассовых рекордов, заработав 266,9 млн $ по всему миру. Сиквел не смог повторить успех «Бэтмена» (411,6 млн $): посмотревшие аргументировали это более мрачным тоном, элементами насилия и сексуальности, что оттолкнуло семейную аудиторию и привело к недовольству рекламных партнёров, таких как McDonald’s. Кинокритики оценили фильм положительно, похвалив экшн-сцены, постановку, работу Дэнни Эльфмана, эффекты и злодеев. Лента была номинирована на две премии «Оскар» в категориях «Лучшие визуальные эффекты» и «Лучший грим», а также на две премии BAFTA.
Студия Warner Bros. намеревалась сделать франшизу подходящей для семейного просмотра и для постановки третьего фильма серии, «Бэтмен навсегда» (1995), пригласила Джоэла Шумахера. Майкл Китон решил не повторять роль Бэтмена, не согласившись с видением Шумахера. «Бэтмен навсегда» получил финансовый успех, но был менее удачно встречен критиками. Четвёртый фильм серии, «Бэтмен и Робин» (1997), оказался полностью провальным и считается одним из худших супергеройских фильмов. Вскоре из-за провала «Бэтмена и Робина» франшиза была перезапущена с фильмом «Бэтмен: Начало» (2005). За десятилетия, прошедшие с момента выхода фильма «Бэтмен возвращается», он был признан одним из лучших фильмов о Бэтмене, а воплощения Женщины-кошки и Пингвина считаются культовыми.
Майкл Китон вернулся к роли Брюса Уэйна / Бэтмена в фильме Расширенной вселенной DC «Флэш» (2023), действие которого разворачивается после фильма «Бэтмен возвращается», а события фильмов «Бэтмен навсегда» и «Бэтмен и Робин» игнорируются.

## Сюжет
В богатой семье Кобблпотов рождается ребёнок с ластами вместо рук. Малыш убивает домашнюю кошку, и родители решают избавиться от агрессивного ребёнка. Коляску с сыном сбрасывают с моста в парке в воду. Тот попадает на воспитание к пингвинам, живущим в зоопарке Готэма.
33 года спустя в Готэме, во время зажжения рождественской ёлки, бандиты в клоунских костюмах устраивают погром. В то время как Бэтмен побеждает преступников, коррумпированный бизнесмен Макс Шрек попадает в ловушку и оказывается в подземном логове Кобблпота, теперь известного как Пингвин. Бывший уродец из цирка, Кобблпот шантажирует Шрека, чтобы тот помог ему стать уважаемым гражданином.
Когда секретарь Шрека, Селина Кайл, случайно обнаруживает его план монополизации электричества Готэма, он выталкивает её из окна своего офиса. В то время, как Кайл лежит без сознания в переулке, группа кошек собирается вокруг неё, и она приходит в сознание. У Селины развивается диссоциальное расстройство личности, и она, придя домой, сшивает себе чёрный латексный костюм с хлыстом, становясь Женщиной-кошкой. Шрек устраивает похищение младшего сына мэра, позволяя Кобблпоту «спасти» его. В качестве награды Кобблпот получает доступ к архивам Готэма, где он узнаёт своё настоящее имя и что он является последним из своей семьи. После этого он в сопровождении репортёров отправляется на могилу родителей, где объявляет о том, что посмертно прощает их.
После разговора Брюса Уэйна с мэром возникает угроза для строительства электростанции Шрека. Тогда Кобблпот приказывает своей банде напасть на центр Готэма, испортив репутацию мэра и давая Шреку возможность предложить Кобблпота в качестве замены. Бэтмен противостоит ему, но Женщина-кошка взрывает магазин Шрека, и Кобблпот скрывается. Бэтмен и Женщина-кошка вступают в бой, в котором Бэтмен едва не убивает Кошку, но тут же спасает её. Затем Женщина-кошка соблазняет Бэтмена и бьёт его в живот когтями. После этого Бэтмен сбивает её с крыши здания, но Кошка выживает, упав в грузовик с песком.
Кайл вступает в романтические отношения с Уэйном. Как Женщина-кошка, она соглашается помочь Кобблпоту похитить Ледяную Принцессу Готэма. В то время как Бэтмен забирается на крышу в поисках Принцессы, подручные Кобблпота, воспользовавшись отсутствием Уэйна, вскрывают Бэтмобиль и встраивают туда устройство дистанционного управления. Отвлечённый Женщиной-кошкой, Бэтмен не может помешать нападению Кобблпота на Принцессу, и тот сталкивает её с крыши, направив стаю летучих мышей. Принцесса падает и разбивается насмерть прежде, чем Бэтмен мог спасти её, тем самым заставляя всех верить, что он виноват в её гибели.
Когда Женщина-кошка отвергает ухаживания Кобблпота, он нападает на неё. Кобблпот завладевает управлением Бэтмобиля, подставляя Бэтмена. Бэтмену удаётся найти устройство, он едва уходит от полицейской погони и попутно записывает издевательские выражения Кобблпота о том, как он использует доверчивых жителей Готэма в своих целях, после чего отключает «жучок».
На выступлении Кобблпота перед избирателями Уэйн прокручивает записи через динамик, чем дискредитирует Освальда в глазах общественности, и негодующая толпа забрасывает его гнилыми помидорами. Разгневанный Кобблпот бежит в канализацию и приказывает своей банде похитить первенцев Готэма. На маскарадном балу, организованном Шреком, Уэйн и Кайл узнают тайны личности друг друга. Кобблпот вторгается на вечеринку, показывая своё намерение утопить похищенных детей, в том числе сына Шрека Чипа, в канализации, побуждая Шрека предложить себя вместо него. Бэтмен побеждает похитителей, и Кобблпот выпускает армию пингвинов-камикадзе с ракетами, чтобы уничтожить Готэм. Проплыв через канализацию, Бэтмен перенаправляет пингвинов на укрытие Кобблпота. Кобблпот нападает на Бэтмена, но на него налетают летучие мыши, и он падает в токсичную воду.
Женщина-кошка хватает Шрека в попытке убить его, но Бэтмен останавливает её и срывает с себя маску. Кошка также снимает свою маску, но отвергает попытки Уэйна образумить её. Шрек стреляет в Уэйна и Кайл, ранив их. Кайл целует Шрека, взявшись при этом за силовой кабель, и его убивает разрядом тока. Уэйн обнаруживает обуглившийся труп Шрека во время копания в обломках в попытке найти Селину. Кобблпот из последних сил пытается убить Уэйна своим зонтиком, но умирает от полученных травм. Его семья пингвинов проводит импровизированные похороны.
Когда дворецкий Уэйнов Альфред отвозит Брюса домой, Уэйн замечает тень, напоминающую Женщину-кошку; он следует за ней и находит питомца Селины, Мисс Киску. Он решает забрать её домой. Бэт-сигнал загорается в ночном небе, и на него смотрит чудом выжившая Женщина-кошка.

## Актёрский состав
| Актёр             | Роль                                |
| ----------------- | ----------------------------------- |
| Майкл Китон       | Брюс Уэйн / Бэтмен                  |
| Дэнни Де Вито     | Освальд Кобблпот / Пингвин          |
| Мишель Пфайффер   | Селина Кайл / Женщина-кошка         |
| Кристофер Уокен   | Макс Шрек                           |
| Майкл Гоф         | дворецкий Уэйнов Альфред Пенниуорт  |
| Пэт Хингл         | комиссар Джеймс Гордон              |
| Майкл Мерфи       | мэр города                          |
| Эндрю Брынярски   | сын Макса Чип Шрек                  |
| Кристи Конауэй    | Ледяная принцесса                   |
| Пол Рубенс        | отец Освальда Такер Кобблпот        |
| Дайан Салинджер   | мать Освальда Эстер Кобблпот        |
| Шон Уэйлен        | газетчик                            |
| Джен Хукс         | консультант по имиджу Освальда Джен |
| Стив Уиттинг      | консультант по имиджу Освальда Джош |
| Винсент Скьявелли | подручный Пингвина Шарманщик        |
| Анна Катарина     | дама с пуделем                      |

## Производство

### Разработка
После успеха фильма «Бэтмен» (1989), который занял пятое место среди самых кассовых фильмов своего времени, разработка продолжения считалась неизбежной. Производственная студия Warner Bros. Pictures была уверена в успехе и уже в конце 1989 года обсуждала идеи для второго фильма, намереваясь начать съёмки в мае следующего года. Студия приобрела декорации города Готэма стоимостью в 2 млн $ в Pinewood Studios (Англия), по крайней мере, для двух сиквелов. Warner Bros. также заплатила за круглосуточную охрану декораций, и полагала, что содержать существующие декорации было бы дешевле, чем строить новые. Робин Уильямс и Дэнни Де Вито рассматривались на роли злодеев Загадочника и Пингвина соответственно.
Несмотря на давление со стороны Warner Bros. с целью завершения работы над сценарием и начала съёмок, режиссёр «Бэтмена» Тим Бёртон сомневался в решении постановки сиквела. Он публично назвал эту идею «ошеломляющей». Бёртон в целом выступал против концепции сиквелов, говоря: «Сиквелы имеют смысл, только если они дают вам возможность сделать что-то новое и интересное. На самом деле, это должно выходить за рамки, потому что вы делаете первый фильм ради острых ощущений неизвестности. Сиквел уничтожает всё это, поэтому вы должны исследовать следующий уровень». Первоначальная идея сценариста «Бэтмена» Сэма Хэмма о том, что Пингвин и Женщина-кошка объединятся, чтобы найти спрятанные сокровища, также не вызвала интереса у Бёртона. Вместо второй части о Бэтмене Тим сосредоточился на режиссуре фильма «Эдвард Руки-ножницы» (1990) и написании сценария мультфильма «Кошмар перед Рождеством» (1993).
В январе 1991 года Бёртон был утверждён режиссёром сиквела, съёмки которого планировались к концу того же года, а выход на экраны — в 1992 году. Он согласился вернуться при условии, что получит значительный творческий контроль над сиквелом, поскольку считал фильм 1989 года наименее любимым творением в своей фильмографии, описав его как «временами немного скучный». Многолетний продюсер фильмов Бёртона, Дениз Ди Нови, сказала, что «только около 50 % „Бэтмена“ было от Бёртона», в то время как они хотели, чтобы «Бэтмен возвращается» был «больше фильмом Тима Бёртона… [более] странным, но в то же время более весёлым и забавным».
Чтобы соответствовать своему видению, Бёртон заменил основных членов команды фильма «Бэтмен» своими бывшими коллегами, включая кинооператора Стефана Чапски, художника-постановщика Бо Уэлша, супервайзера по эффектам Стэнли Уинстона, гримёра Ве Нилла и художников-постановщиков Тома Даффилда и Рика Хайнрикса. Дэниел Уотерс стал сценаристом вместо Сэма Хэмма: Бёртону нужен был человек, не имеющий эмоциональной привязанности к Бэтмену. Режиссёр был поклонником сценария Уотерса для мрачной комедии «Смертельное влечение» (1988), которая соответствовала задуманному Бёртоном тону и творческому направлению. По сведениям, Бёртон невзлюбил продюсера «Бэтмена» Джона Питерса и понизил его до исполнительного продюсера, а также фактически запретил ему появляться на съёмочной площадке. Warner Bros. выступила в качестве производственной компании и дистрибьютора при содействии исполнительного продюсера Питера Губера и компании Джона Питерса Polygram Pictures.

### Сценарий
Ранние сюжетные идеи Хэмма предполагали развитие персонажа по имени Харви Дент, которого в фильме «Бэтмен» сыграл Билли Ди Уильямс, и его превращение в суперзлодея Двуликого. Однако студия Warner Bros. хотела видеть главным злодеем Пингвина, которого, по мнению Хэмма, студия считала ключевым врагом Бэтмена после Джокера. Бёртона и Хэмма также заинтересовала Женщина-кошка, вследствие чего они решили добавить и её. В черновиках Хэмма вторая часть являлась прямым продолжением первого фильма и сосредоточилась на отношениях между Брюсом Уэйном и Вики Вэйл (Ким Бейсингер), которые решили обручиться. Пингвин был задуман как преступник, использующий птиц в качестве оружия, а Женщина-кошка была более откровенно сексуализирована, носила «бондажное» снаряжение и бесстрастно убивала группы мужчин. По черновому варианту сюжета Хэмма Пингвин и Женщина-кошка объединились, чтобы обвинить Бэтмена в убийствах самых богатых жителей Готэма, а также ищут спрятанные сокровища. Поиски приводят их в поместье Уэйнов, где злодеи раскрывают тайную историю семьи Брюса. Хэмм создал рождественскую обстановку и ввёл помощника Бэтмена, Робина; Сэм также хотел ввести в сюжет вооружённых автоматами Санта-Клаусов, однако данная идея была отклонена. Хэмм позаботился о том, чтобы Бэтмен никого не убивал, и уделил особое внимание защите бездомных Готэма. Хэмм написал два варианта сценария, но Бёртон не счёл их интересными.
Дэниел Уотерс начал написание первого варианта сценария в середине 1990 года. Единственное указание Бёртона было следующим: Женщина-кошка должна быть больше, чем «сексуальная лисица», а сценарий не должен быть связан с первой частью «Бэтмена»; единственной уступкой было упоминание о том, что Брюс Уэйн расстался с Вики Вэйл. Уотерс признался, что не любит фильм «Бэтмен» и не заинтересован в продолжении его повествования. Он сказал: «[Бёртон] и я никогда не говорили о том, „что подумают поклонники комиксов?“ … мы никогда не думали о них. Мы действительно занимались только искусством». Дэниел выступает против правила «Бэтмен не убивает людей» и считает, что персонаж должен проявлять тёмную сторону; сценарист также считает идею о том, что герой оставляет пойманных злодеев властям, устаревшей. По мнению Уолтерса, Бэтмен должен убивать только в случае необходимости, считая, что это должно быть осмысленно, и был недоволен некоторыми дополнительными смертями на экране, такими как использование Бэтменом бомбы для подрыва члена «Красного треугольника».
Бо́льшая часть «горьких и циничных» фраз Бэтмена, написанных Уотерсом, о том, что Готэм не заслуживает защиты, была удалена, поскольку исполнитель роли Бэтмена, Майкл Китон, считал, что Бэтмен должен редко говорить в костюме, а Тим Бёртон хотел, чтобы Бэтмен был «раненой душой», а не нигилистом. В результате сценарий сиквела больше сосредоточился на злодеях. Бёртон сообщил, что поначалу ему было трудно понять популярность Пингвина из комиксов. По мнению постановщика, другие персонажи, такие как Бэтмен, Женщина-кошка и Джокер, обладают чёткими психологическими характеристиками, а Пингвин — «просто парень с сигаретой и в шляпе». В первоначальном сценарии Пингвин напоминал агрессивного гангстера, однако Уотерс и Бёртон решили сделать его более «звероподобным». Они также решили представить Пингвина трагической фигурой, брошенной в младенчестве собственными родителями, что сделало персонажа отражением детской травмы Бэтмена, связанной с потерей родителей. Политическая и социальная сторона Пингвина была добавлена под влиянием двух эпизодов телесериала 1960-х годов «Бэтмен» — «Hizzoner the Penguin» (с англ. — «Мэр Пингвин») и «Dizzoner the Penguin» (с англ. — «Головокружительный Пингвин»), в которых изображено, как Пингвин баллотируется в мэры.
Дэниел Уотерс изменил версию Селины Кайл (Женщины-кошки) от Сэма Хэмма, превратив её из «фетишистской сексуальной фантазии» в разочарованную секретаршу, и представил персонажа как образ современного психологического и сексуального феминизма. Несмотря на то, что на Селину повлияла кошачья мифология (пример: наличие у кошек девяти жизней), Уотерс и Бёртон не воспринимали её как сверхъестественную силу и планировали, что Женщина-кошка погибнет вместе с Максом Шреком во время взрыва в конце фильма. Сценарист придумал образ персонажа Макса Шрека, названного в честь актёра Макса Шрека, в качестве замены Двуликого. Шрек был задуман как злой промышленник, организующий выборы Пингвина в мэры. Уотерс намеревался показать, что «истинные злодеи нашего мира не всегда носят костюмы». В одном из вариантов сценария Шрек являлся братом Пингвина. В связи с большим количеством главных персонажей из сюжета был убран Робин — взрослый человек, работающий механиком в гараже и помогающий Бэтмену после того, как Пингвин портит Бэтмобиль. Бёртон и Уотерс не стремились сохранять Робина в сценарии, которого Дэниел назвал «самым бесполезным персонажем в мире». Банда «Красный треугольник», изначально задуманная как труппа артистов, по просьбе Бёртона была превращена в цирковых клоунов. Уотерс заявил, что его первый 160-страничный вариант сценария был слишком необычным и стоил бы 400 млн $. Пятый и финальный вариант был больше сосредоточен на характеристиках и взаимодействии людей, чем на общем сюжете.
Бёртон и Уотерс поссорились из-за разногласий по поводу сценария, в который Уолтерс отказывался вносить необходимые изменения. Бёртон нанял другого сценариста, Уэсли Стрика, чтобы тот доработал материал Уотерса, упростил диалоги и смягчил тон. Руководство Warner Bros. поручило Стрику придумать план Пингвина, в результате чего Уэсли добавил план похищения Пингвином первенцев Готэма и угрозы городу ракетами. Сам Уотерс отметил, что изменения в его работе были незначительными. Несмотря на то, что Стрик находился на съёмочной площадке в течение четырёх месяцев съёмок и вносил правки в сценарий, Уотерс — единственный сценарист, получивший заслуги.

### Кастинг
Майкл Китон вернулся к роли Брюса Уэйна / Бэтмена в сиквеле и получил гонорар в размере до 10 млн $, в то время как за предыдущую часть о Бэтмене актёр получил 5 млн $. Тим Бёртон намеревался утвердить Марлона Брандо на роль Пингвина, но компания Warner Bros. отвергла его кандидатуру, предпочтя Дастина Хоффмана. Также рассматривались кандидатуры Кристофера Ллойда и Роберта Де Ниро, но как только Уотерс переосмыслил персонажа как уродливого гибрида человека и птицы, на роль был утверждён Дэнни Де Вито. Изначально Де Вито не хотел принимать участие в фильме, пока актёра не убедил его друг Джек Николсон, сыгравший Джокера в фильме «Бэтмен». Чтобы продемонстрировать своё видение, Бёртон дал Де Вито картину, на которой изображён миниатюрный персонаж, сидящий на красно-белом полосатом мяче, с надписью «my name is Jimmy, but my friends call me the hideous penguin boy» (с англ. — «Меня зовут Джимми, но друзья зовут меня отвратительным мальчиком-пингвином»).
Выбор актрисы на роль Селины Кайл / Женщины-кошки оказался сложным. Первоначально роль получила Аннетт Бенинг, но она была вынуждена отказаться от участия из-за беременности. На роль претендовало множество актрис, включая Эллен Баркин, Шер, Бриджит Фонда, Дженнифер Джейсон Ли, Мадонну, Джули Ньюмар, Лену Олин, Сьюзан Сарандон, Ракель Уэлч и Ким Бейсингер. Самое громкое обращение поступило от Шон Янг, которая получила роль Вики Вэйл в фильме «Бэтмен», но не смогла участвовать из-за травмы. Янг пришла на площадку Warner Bros. в самодельном костюме Женщины-кошки на прослушивание к Бёртону, который, как известно, спрятался от неё под своим столом. Янг поделилась видеозаписью своих усилий с Entertainment Tonight, а студия Warner Bros. сделала заявление, что Янг не соответствует их видению Женщины-кошки. Роль досталась Мишель Пфайффер, которая считалась проверенной актрисой и сумела найти общий язык с Бёртоном, однако некоторые издания утверждали, что это было бы перебором для её актёрских способностей. Пфайффер рассматривалась на роль Вики Вэйл в фильме 1989 года, но Майкл Китон был против её участия, так как ранее у них были романтические отношения; Китон полагал, что присутствие Мишель помешало бы его примирению с женой. Пфайффер получила оплату суммой в 3 млн $ за исполнение роли Селины, включая процент от кассовых сборов фильма. Актриса несколько месяцев обучалась кикбоксингу со своим дублёром-каскадёром Кэти Лонг, осваивала владение хлыстом и стала достаточно опытной, чтобы самостоятельно выполнять трюки с этим оружием.
Образ Макса Шрека был создан на основе актёра Винсента Прайса, а исполнитель роли Кристофер Уокен старался походить на таких магнатов, как Сол Юрок и Сэмюэл Голдвин. Уокен сказал: «Я склонен играть в основном злодеев и извращенцев. Неприятных парней. Думаю, дело в моём лице, в том, как я выгляжу. Если ты делаешь что-то эффективное, продюсеры хотят, чтобы ты делал это снова и снова». Бёрджесс Мередит, актёр, исполнивший роль Пингвина в телесериале «Бэтмен» 1960-х годов, должен был сняться в роли отца Пингвина, Такера Кобблпота, в качестве камео, однако во время съёмок актёр заболел. Его заменил Пол Рубенс, а Дайан Салинджер сыграла Эстер — жену Такера. Рубенс и Салинджер ранее снялись в фильме Тима Бёртона «Большое приключение Пи-Ви» (1985).
Робин был исключён из сценария, однако процесс разработки образа персонажа продвинулся достаточно далеко, и на роль был приглашён Марлон Уэйанс, так как Бёртон хотел представить Робина афроамериканцем. Были изготовлены костюмы, декорации и фигурки. В интервью 1998 года Уэйанс сказал, что до сих пор получает остаточные платежи за подписанный им контракт на участие в двух фильмах. Сообщалось, что Джеку Николсону предлагали вернуться к роли Джокера, но актёр отказался сниматься в Англии. Сам Николсон опроверг эту информацию, полагая, что Warner Bros. не захочет выплачивать ему высокий гонорар, который актёр получил за исполнение роли в фильме «Бэтмен».

### Съёмки
Съёмочный период начался 3 сентября 1991 года. Бёртон хотел проводить съёмки в США с американскими актёрами, потому что, по его мнению, «Бэтмен» 1989 года «страдал от британского подтекста». Экономическая ситуация, которая сделала доступными съёмки «Бэтмена» в Соединённом Королевстве, также изменилась, и пребывание в США стало более выгодным. Это означало отказ от английских декораций «Бэтмена» в пользу новой дизайнерской этики Бёртона. «Бэтмен возвращается» был полностью снят на 7—8 съёмочных площадках Warner Bros. в Бербанке (Калифорния), включая 16-ю сцену, где размещалась обширная площадка площади Готэма. Сцены с логовом Пингвина снимались в студии Universal Studios Lot.
В некоторых помещениях поддерживалась комфортная для обитания температура для живых императорских, очковых и королевских пингвинов. У птиц была охлаждённая зона с бассейном, в который ежедневно поставлялась половина тонны льда и свежая рыба. Дэнни Де Вито нравился съёмочный процесс, но не устраивали холодные условия — он был единственным человеком, которому было относительно комфортно благодаря тяжёлой набивке его костюма. Для создания армии пингвинов живые пингвины были дополнены кукольными, а также людьми низкого роста в костюмах императорских пингвинов и компьютерной графикой. Организация «Люди за этичное обращение с животными» (PETA) протестовала против использования в фильме настоящих пингвинов, возражая против того, что птиц увезли из естественной среды обитания. PETA признала: во время съёмок с птицами не обращались жестоко, но заявила, что пингвины не получали свежей питьевой воды. Организация также возражала против оснащения пингвинов практическими приспособлениями, представляющими собой оружие и гаджеты; студия Warner Bros. объявила, что приборы сделаны из лёгкого пластика. Тим Бёртон сказал, что ему не нравилось использование настоящих животных для съёмок, потому что он любит их, и позаботился о том, чтобы с пингвинами обращались бережно.
Кристофер Уокен описал съёмочный процесс как коллективную работу и вспомнил, что его предложение добавить чертёж электростанции Макса Шрека привело к тому, что в течение часа возле его стола появилась модель электростанции. Сцена, где Женщина-кошка кладёт в рот живую птицу, была исполнена без использования компьютерной графики. Мишель Пфайффер сказала, что, оглядываясь назад, не стала бы выполнять этот трюк, поскольку не учла риск травм или заболеваний. В создании сцены, когда обезьяна приносит записку для Пингвина, участвовали дрессировщики, которые находились сверху и снизу и управляли обезьяной. Увидев Де Вито в костюме и гриме, обезьяна напала на него. Актёр сказал следующее: «Обезьяна посмотрела на меня, замерла, а потом прыгнула прямо на мои яйца… Слава богу, это был набивной костюм». В сцене взрыва супермаркета Макса Шрека четыре каскадёра получили незначительные травмы.
Съёмки фильма завершились 20 февраля 1992 года.

### Постпроизводство
Крис Лебензон выступил монтажёром 126-минутной театральной версии «Бэтмен возвращается». Финальная сцена с Женщиной-кошкой, смотрящей на Бэт-сигнал, была отснята во время постпроизводства, за две недели до выхода фильма на экраны. Компания Warner Bros. приняла решение добавить сцену, подтверждающую, что персонаж выжил, после того, как зрители на тестовых показах фильма положительно отозвались об актёрской игре Мишель Пфайффер. Сама актриса не смогла принять участие в данной сцене, поэтому вместо неё снялась дублёрша. Сцена, в которой банда Пингвина уничтожает магазин с товарами Бэтмена, также была удалена. Компания Warner Bros. предоставила окончательный бюджет фильму в размере 55 млн $, при этом сообщалось, что бюджет ленты составляет 50, 65, 75, 80 или 90 млн $.

### Музыка
Поначалу композитор Дэнни Эльфман не хотел создавать саундтрек к фильму «Бэтмен возвращается», поскольку был недоволен тем, что его композиция к фильму «Бэтмен» была дополнена поп-музыкой автора-исполнителя Принса. Эльфман использовал многие из тем «Бэтмена», и отметил, что больше всего ему понравилось работать над темами Пингвина из-за сочувствия к этому персонажу. Композитор сказал: «Я большой любитель такого рода сентиментальности». Музыка была записана в студии Sony Scoring Stage в Лос-Анджелесе и включает в себя вокал, арфу, колокольчики, ксилофон, флейту и фортепиано. Песня «Face to Face» (с англ. — «Лицом к лицу»), звучащая во время сцены бала в костюмах, была написана и исполнена британской рок-группой Siouxsie and the Banshees. Тим Бёртон и Дэнни Эльфман поссорились во время производства из-за сильного напряжения, связанного с необходимостью закончить производство фильма в срок, но вскоре после этого помирились.

## Дизайн и эффекты
Художник-постановщик фильма «Бэтмен» Антон Фёрст был заменён Бо Уэлшем, который знал визуальные предпочтения Тима Бёртона после двух предыдущих совместных работ с ним над фильмами «Битлджус» (1988) и «Эдвард Руки-ножницы» (1990). Фёрст на тот момент был вовлечён в другой проект, однако в ноябре 1991 года покончил жизнь самоубийством. Студия Warner Bros. поддерживала высокий уровень секретности при съёмках «Бэтмен возвращается» и требовала от художественного отдела закрывать окна, а актёры и съёмочная группа должны были постоянно носить идентификационные бейджи под рабочим названием «Dictel». Уэлш разработал новое транспортное средство Бэтмена — «Бэткатер», а также программируемые бэтаранги и оружейные зонтики Пингвина. Художник-постановщик усовершенствовал Бэтмобиль, добавив в него функцию отсоединения частей, чтобы транспорт смог проезжать в более узкие пространства; эта версия получила название «Бэтракета».

### Декорации
Все декорации были перепроектированы в стиле Уэлша, включая Бэтпещеру и поместье Уэйнов. Обширные декорации разместились на семи павильонах Warner Bros., самая большая из которых высотой в 21 метр. Самый масштабный павильон принадлежал студии Universal Pictures. «Бэтмен возвращается» полностью снят на декорациях, однако некоторые кадры, например, перемещение камеры от основания универмага Макса Шрека до его офиса в виде кошачьей головы, были созданы с помощью детальных миниатюр.
Уэлшу было трудно создать что-то новое, не отклоняясь от отмеченной наградами работы Фёрста. По замыслу дизайнеров, здания должны были казаться отдельными районами Готэма; если действие фильма «Бэтмен» происходило в Ист-Сайде, то действие «Бэтмен возвращается» — в Вест-Сайде. Уэлш черпал вдохновение из немецкого экспрессионизма, неофашистской архитектуры (включая стили эпохи нацистской Германии), американских художников-прецизионистов и фотографий бездомных, живущих на улицах богатых районов. Он также воплотил рисунок Женщины-кошки Тима Бёртона, который выглядел «очень по-садомазохистски», добавив цепи и металлические элементы. Ключевой элемент для Уэлша появился в самом начале работы над дизайном фильма, когда он понял, что хочет создать пространство для передачи определённых эмоций, акцентируя внимание на высоте зданий, чтобы показать «огромный, непомерно коррумпированный, разрушающийся город», наполненный маленькими людьми. Уэлш сказал: «Фильм об отчуждённом, разрозненном мире, в котором мы живём». События ленты разворачиваются в зимнее время года, что придало контраст между чёрными и белыми элементами сцен, на что оказали влияние фильмы «Гражданин Кейн» (1941) и «Третий человек» (1949).
Концепт-проекты Уэлша начались с вырезания из картона различных форм зданий, наряду с изображениями скульптур эпохи фашизма и искусства эпохи Великой депрессии. Получившаяся конструкция площадью 1 фут² (0,09 м²) и высотой 4 фута (1,2 м) представляла собой площадь Готэма, описанная как футуристическая, угнетающая и «безумная карикатура» на Рокфеллеровский центр. Площадь была сконструирована чрезмерно крупномасштабной, что подчёркивает её как заурядное и гнетущее отражение правительственной коррупции Готэма. Тим Бёртон, несмотря на жалобы финансистов фильма, настоял на выборе места съёмок с детально проработанной церковью, затмевающей собой невзрачную окрестность.
Декорации поместья Уэйнов были построены лишь частично и состояли в основном из большой лестницы и камина, но с большим масштабом, вследствие чего создался эффект массивности остальной части строения. Логово Пингвина первоначально планировалось к построению на стандартной съёмочной площадке Warner Bros. высотой 11 метров, но Бо Уэлш посчитал, что в таком случае логову не хватит «величественности» и оно не создаст достаточный контраст между человеком и «злым, грязным, маленьким жуком-человеком». Для постановки была приобретена съёмочная площадка Universal высотой 15 метров, которая, благодаря внушительному масштабу, казалась реалистичной и непохожей на декорацию. На протяжении производства фильма в декорации вносились незначительные изменения, чтобы создать впечатление, что логово постепенно разрушается. В месте логова Пингвина находился большой резервуар, наполненный 500 000 галлонов воды (1 900 000 литров), вокруг которого располагался искусственный ледяной остров. В квартире Селины Кайл по центру расположена большая стальная балка, чтобы казалось, что квартира построена вокруг балки; это, по словам Уэлша, придавало помещению депрессивный и ироничный вид. Древесина, использованная для изготовления декораций, была передана в фонд Habitat for Humanity для строительства недорогих домов для бедных слоёв населения.

### Костюмы и грим
Художниками по костюмам выступили Боб Рингвуд и Мэри Е. Вогт. Пара усовершенствовала дизайн Бэткостюма и создала иллюзию механических элементов, встроенных в торс, намереваясь сделать Бэтмена похожим на Дарта Вейдера. Всего для фильма было изготовлено 48 Бэткостюмов, сконструированных из вспененной резины. Костюмы включали в себя механическую систему винтовых соединений и шипов под нагрудником для крепления капюшона и плаща, «иначе, если бы [Майкл Китон] быстро повернулся, плащ остался бы на месте» из-за своего веса. Костюмер Пол Барретт-Браун сказал, что костюм был снабжён «обильным гульфиком» для удобства, отметив, что первоначально в костюме была предусмотрена ширинка на молнии, чтобы исполнитель роли, Майкл Китон, мог пользоваться туалетом; актёр отказался от данного нововведения, посчитав, что ширинка будет видна камере с определённых ракурсов. Как и в костюме из фильма «Бэтмен», Китон не мог поворачивать голову.
Костюм Женщины-кошки был сделан из латекса, чтобы выглядеть «чёрным, сексуальным, обтягивающим и блестящим». Материал был выбран из-за ассоциации латекса с «эротическими и сексуальными» темами, отражающими переход персонажа от подавленной секретарши к экстравертной, сексуальной женщине. В костюм были добавлены набивки, поскольку исполнительница роли, Мишель Пфайффер, была менее богата фигурой, чем Аннетт Бенинг, однако это пошло на пользу для Мишель: Барретт-Браун заявил, что если бы костюм был слишком тесным, то «обнажил бы область гениталий так сильно, что вы получили бы рейтинг X». Боб Рингвуд и Мэри Е. Вогт считали, что если латексный материал порвётся, его будет несложно восстановить; от 40 до 70 костюмов Женщины-кошки были сшиты Western Costume — отделом костюмов Warner Bros. и лос-анджелесским производителем одежды Syren по цене 1000 долларов каждый. Другие версии костюма, сшитые для Пфайффер по слепку её тела, были настолько тесными, что для надевания ей приходилось пользоваться детской присыпкой. Барретт-Браун отметил, что использованные костюмы не могли использоваться повторно из-за пота и смазочных материалов. Вин Бёрнэм отвечала за создание головного убора и маски Женщины-кошки.
На добавление швов к костюму Женщины-кошки повлияли трёхцветные кошки, при этом швы на деталях расходились. Рингвуд и Вогт изо всех сил пытались добавить швы на латекс; изначально художники попытались изготовить швы и приклеить их на костюм, но им не понравился внешний вид, и пара обильно обработала костюм жидким силиконом, что придало блеск. По словам Пфайффер, костюм был похож на вторую кожу, но длительное ношение доставляло неудобства: в нём нельзя было сходить в туалет, и он прилипал к коже, иногда вызывая сыпь. Маска также оказалась неудобной, актриса называла её «ломающей лицо», а когти зацеплялись за близлежащие предметы.
Студии Stan Winston Studio было поручено создать «чрезмерно бёртонский» визуальный образ Пингвина, не маскируя полностью лицо Дэнни Де Вито. Концепт-художник Марк Маккрири разработал множество набросков для образа персонажа, на основе которых команда по эффектам Legacy Effects создала различные носы, основываясь на слепке лица актёра. Стэнли Уинстон был недоволен «острым носом» Пингвина и решил самостоятельно слепить форму из глины, взяв пример со своей работы над фильмом «Виз» (1978), в котором использовались протезы лба и бровей для существ с клювом. Окончательный вариант грима включал в себя материал, который накладывался на нос, губы и брови Де Вито, а также кривые зубы, белую кожу и тёмные круги под глазами. За нанесение грима отвечали Ве Нилл, Джон Розенгрант и Шэйн Махан. Несколько килограммов лицевых протезов, набивка тела и протезы рук потребовали четыре с половиной часа нанесения; к концу съёмок этот процесс был ускорен до трёх часов. Жидкость, которая течёт изо рта Пингвина, — слабый ополаскиватель для рта в смеси с пищевым красителем, который Де Вито набирал в рот перед началом съёмки; по его словам, вкус был вполне приемлемым. Тим Бёртон сообщил, что Де Вито полностью вжился в образ и «напугал всех». Во время изменения некоторых диалогов Пингвина путём озвучивания Дэнни с трудом вживался в образ без грима, вследствие чего создатели шли навстречу актёру и накладывали на него грим. Из-за секретности, касающейся внешнего вида Пингвина до начала маркетинга, Де Вито запрещалось обсуждать персонажа с другими людьми, включая семью. Фотография Пингвина всё-таки попала в прессу, и Warner Bros. наняла частных детективов в безуспешной попытке отследить источник.

### Пингвины
Студия Стэна Уинстона предоставила аниматронных пингвинов и костюмы. Было изготовлено тридцать аниматронных версий, по десять для очковых (46 см), королевских (81 см) и императорских (91 см) пингвинов. Костюмы пингвинов носили люди маленького роста, которые были немного больше аниматронных пингвинов. Актёры управляли ходьбой, в то время как механизированные головы управлялись дистанционно. Для тела пингвинов использовались куриные перья, окрашенные в чёрный цвет. В проекте Марка Маккрири для армии пингвинов было предусмотрено огнемётное оружие, которое в итоге было заменено на ракетную установку. Дизайнеры механических эффектов Ричард Лэндон и Крэйг Кетон-Ларджент руководили изготовлением аниматроники, для управления головой, шеей, глазами, клювами и крыльями потребовалось около 200 различных механических деталей. Студия Boss Film Studios создавала пингвинов с помощью компьютерной графики.

## Премьера

### Конкуренция
Летом 1992 года киноиндустрия испытывала трудности. Продажи билетов были на самом низком уровне за последние пятнадцать лет, а растущие затраты на производство фильмов, а также несколько кассовых провалов в 1991 году означали, что многие независимые и даже крупные киностудии терпели финансовые проблемы. На летний сезон было запланировано более 89 фильмов, включая следующие: «Их собственная лига», «Чужой 3», «Замороженный калифорниец», «Далеко-далеко», «Игры патриотов» и «Действуй, сестра». Студиям пришлось тщательно планировать свои релизы, чтобы избежать конкуренции со стороны более чем шести ожидаемых блокбастеров, включая «Смертельное оружие 3» и «Бэтмен возвращается», а также летних Олимпийских игр 1992 года. По прогнозам, «Бэтмен возвращается» должен был стать самым большим успехом лета, а другие студии, как сообщалось, были обеспокоены этим, вследствие чего рассматривали вариант выпустить свои фильмы через несколько недель после его премьеры. Студия Paramount Pictures увеличила бюджет «Игр патриотов» с 29 до 43 млн $ только для того, чтобы сделать его более конкурентоспособным по сравнению с «Бэтмен возвращается» и «Смертельным оружием 3».

### Маркетинг
Франчайзинг не считался важным аспектом выпуска фильма «Бэтмен», однако после того, как франшиза принесла около 500 млн $ в общий доход в 1,5 млрд $, она стала приоритетной для фильма «Бэтмен возвращается». Студия Warner Bros. намеренно отложила любую крупную рекламу до февраля 1992 года, чтобы избежать перенасыщения и риска оттолкнуть аудиторию. 12-минутный рекламный ролик был показан на Worldcon в сентябре 1991 года, вместе с чёрно-белым постером с силуэтом Бэтмена, который был описан как «обыденный» и неинтересный. В феврале 1992 года в 5000 кинотеатрах был выпущен трейлер, а также новый постер с изображением заснеженного логотипа Бэтмена. Кампания была сосредоточена на трёх главных персонажах — Бэтмене, Пингвине и Женщине-кошке, которые, по мнению Warner Bros., компенсируют потерю популярности Джека Николсона. Более 2/3 из 300 плакатов, установленных компанией Warner Bros. в различных общественных местах, были украдены. Студия предложила 200 плакатов ограниченного тиража за 250 $ с автографом Майкла Китона, который пожертвовал заработанные деньги на благотворительность.
Ожидалось, что на маркетинг фильма будет потрачено более 100 млн $, включая 20 млн от Warner Bros. на рекламу и трейлеры, и ещё 60 млн от партнёров по мерчандайзингу, включая McDonald’s, Ralston Purina, Kmart, Target Corporation, Venture Stores и Sears, которые планировали разместить около 300 товаров с Бэтменом в своих магазинах. McDonald’s превратил 9000 торговых точек в официальные рестораны Готэм-Сити, предлагая посетителям упаковку в тематике Бэтмена и крышку для чашки в виде летающего диска. Телекомпания «Си-Би-Эс» выпустила в эфир телевизионный спецвыпуск «Летучая мышь, Кошка, Пингвин… Бэтмен возвращается», а компания Choice Hotels спонсировала часовой телевизионный спецвыпуск «Создание „Бэтмен возвращается“». В телевизионной рекламе Бэтмен и Женщина-кошка боролись за банку диетической колы, а Освальд Кобблпот и его пингвины рекламировали отели Choice Hotels. Реклама также появлялась на рекламных плакатах и в печати.

### Кассовые сборы
Премьера фильма «Бэтмен возвращается» состоялась 16 июня 1992 года в Китайском театре Граумана в Голливуде. Два квартала Голливудского бульвара были перекрыты для более чем 3000 фанатов, 33 съёмочных групп телевидения и 100 фотографов. После этого на съёмочной площадке площади Готэма на сцене Soundstage 16 состоялась вечеринка для гостей, среди которых были Китон, Пфайффер, Де Вито, Рубенс, Бёртон, Ди Нови, Арнольд Шварценеггер, Фэй Данауэй, Джеймс Каан, Микки Руни, Харви Кейтель, Кристиан Слейтер и Джеймс Вудс.
В США и Канаде «Бэтмен возвращается» вышел в ограниченный предварительный прокат в четверг, 18 июня, и заработал 2 млн $. Лента вышла в широкий прокат 19 июня и была показана на 3000 экранах в 2644 кинотеатрах. В премьерные выходные картина заработала 45,7 млн $, что в среднем составило 17 729 $ на кинотеатр, и стала фильмом № 1 по кассовым сборам, опередив ленты «Действуй, сестра» (7,8 млн $) в четвёртые выходные и «Игры патриотов» (7,7 млн $) в третьи. «Бэтмен возвращается» установил рекорд, став самым успешным по кассовым сборам фильмом на премьерных выходных, ранее установленный фильмом «Бэтмен» (42,7 млн $), и был признан самым кассовым проектом премьерного уик-энда года, вытеснив «Смертельное оружие 3» (33,2 млн $). Фильм стал рекордсменом по самым масштабным продажам билетов в премьерные выходные за всё время, пока в следующем году его не превзошёл «Парк юрского периода» (50,1 млн $). Анализ результатов показал, что «Бэтмен возвращается» мог стать одним из самых кассовых фильмов в истории. Руководитель компании Warner Bros. Роберт Фридман сказал: «Мы открыли его в первые полноценные выходные, когда дети не ходят в школу. Аудитория — это каждый, но двигатель, который придаёт мощности, — это дети до 20 лет». По заявлению Мэйса Нойфельда, продюсера фильма «Игры патриотов», другие фильмы получили выгоду от нахлынувшей аудитории «Бэтмен возвращается», которая не хотела стоять в длинных очередях и шла на другие фильмы.
Во второй уик-энд «Бэтмен возвращается» заработал 25,4 млн $, что на 44,3 % меньше, чем в первый, но сохранил первое место по продажам билетов и опередил дебютировавшие «Незаконное вторжение» (10,1 млн $) и «Действуй, сестра» (7,2 млн $). К третьему уик-энду «Бэтмен возвращается» занял второе место по скорости кассовых сборов, заработав 100 млн $ за 11 дней, после фильма «Бэтмен» (10 дней). Он остался фильмом № 1 с общими сборами 13,8 млн $, что на 45,6 % меньше, чем в предыдущий уик-энд, опередив дебютировавшие фильмы «Их собственная лига» (13,7 млн $) и «Бумеранг» (13,6 млн $). Газета The Washington Post назвала падение по неделям «тревожным», а отраслевой анализ показал, что «Бэтмен возвращается» не смог бы повторить долговечность кинотеатрального проката фильма 1989 года. «Бэтмен возвращается» так и не смог вернуть себе первое место, опустившись на четвёртое в четвёртый уик-энд и покинув десятку самых кассовых фильмов в седьмой уик-энд. Фильм покинул кинотеатры в конце октября после 18 недель проката, собрав 162,8 млн $. Таким образом, «Бэтмен возвращается» занял третье место по сборам среди фильмов 1992 года, уступив лентам «Один дома 2: Потерявшийся в Нью-Йорке» (173,6 млн $) и «Аладдин» (217,3 млн $).
За пределами США и Канады «Бэтмен возвращается», по оценкам, заработал ещё 104 млн $, включая рекордные 2,8 млн £ в Великобритании, побив рекорд, установленный фильмом «Терминатор 2: Судный день» (1991), и став первым фильмом, собравшим более 1 млн £ за один день. Во всём мире «Бэтмен возвращается» собрал 266,9 млн $ и занял шестое место среди самых кассовых фильмов 1992 года, уступив кинокартинам «Смертельное оружие 3» (321,7 млн $), «Основной инстинкт» (352,9 млн $), «Один дома 2: Потерявшийся в Нью-Йорке» (359 млн $), «Телохранитель» (410,9 млн $) и «Аладдин» (504,1 млн $).

## Реакция

### Отзывы критиков
«Бэтмен возвращается» был неоднозначно принят профессиональными критиками. Зрители, опрошенные организацией CinemaScore, поставили фильму среднюю оценку «B» по шкале от A+ до F.
Несколько рецензентов противопоставили фильмы «Бэтмен возвращается» и «Бэтмен»; некоторые отметили, что продолжение во многом превосходит первую часть, поскольку имеет более быстрый темп повествования, а также больше элементов комедии и глубины, избегая «нудности» фильма «Бэтмен». Критики согласились с тем, что при значительном творческом контроле Тиму Бёртону удалось сделать сиквел самостоятельным произведением, создав нечто «бесстрашно» иное, что можно оценивать по достоинству. По мнению Кеннет Туран, новаторские визуальные эффекты Бёртона хоть и впечатляют, но делают сиквел невесёлым, клаустрофобным и неинтересным, а Оуэн Глейберман считает, что фантастические элементы Бёртона были разрушены.
Повествование фильма получило неоднозначную реакцию. Некоторые обозреватели положительно отозвались о первом и втором актах, а также отметили интересные образы персонажей, способных вызвать эмоции у зрителей. Другие критики полагают, что ленте не хватает остроты, захватывающих моментов или умного сценария, её перегружает слишком большое количество персонажей и почти постоянный балаган. Концовка фильма также подверглась критике за недостаточное количество экшн-сцен и плохое завершение историй персонажей. Джанет Мэслин заметила, что Тим Бёртон заботится в основном о визуальных эффектах, а не о повествовании. Джин Сискел считает, что злодеи, вызывающие сочувствие, оставляли надежду не на победу Бэтмена, а на то, что каждый персонаж обретёт душевный покой.
Большинство критиков сошлись на том, что, несмотря на способности Майкла Китона, его персонаж был помещён на второй план в пользу злодеев, а сцены без него были одними из лучших. Тодд Маккарти описал Бэтмена как символ добра, а Роджер Эберт пожаловался на то, что в сиквеле Бэтмен изображён как проклятие, а не как сильный супергерой. Напротив, Питер Трэверс сказал, что, несмотря на быстрый темп фильма, «маниакально-депрессивный герой» Китона — это глубокий, реализованный персонаж.
Выступление Дэнни Де Вито было высоко оценено за его энергичность, уникальную характеристику и способность передать трагичность своего персонажа, несмотря на костюмы и протезы.  Некоторые издания посчитали, что Пингвин, в отличие от Джокера в исполнении Джека Николсона, вызывал лишь жалость и сочувствие, но не внушал страх.
Мишель Пфайффер получила единогласную похвалу за своё выдающееся исполнение роли Селины Кайл / Женщины-кошки, которую описали как страстное, сексуальное, амбициозное, умное, пугающее и яростное воплощение феминизма. Несмотря на это, Джонатан Розенбаум считает, что она не дотягивает до злодея Николсона. Кеннет Туран назвал сцены с участием Бэтмена и Женщины-кошки самыми интересными в фильме, а Питер Трэверс сказал, что когда пара снимает маски в финале, они выглядят «трогательно». Ти Барр отметил, что сцена, в которой Брюс Уэйн и Селина Кайл узнают тайные личности друг друга, была более эмоциональной, чем всё, что было в фильме «Бэтмен». Роджер Эберт считает, что их эмоциональное напряжение было ослаблено, чтобы соответствовать стандартам более молодой аудитории. Выступление Кристофера Уокена в роли Макса Шрека было описано как «замечательно дебоширское», смешное и увлекательное; также Шрек был назван «злодеем, который мог бы в одиночку вытянуть весь фильм».
Постановочный дизайн Бо Уэлша получил высокую оценку, был отмечен гладкий, яркий, авторитарный визуальный стиль по сравнению с «задумчивой» угнетающей эстетикой Антона Фёрста. Маккарти посчитал достижением способность Уэлша реализовывать вселенную Бёртона; напротив, Джин Сискел назвал Уэлша «декоратором витрин» по сравнению с Фёрстом. Костюмы и грим были также высоко оценены. Джанет Мэслин отметила, что образы персонажей останутся в воображении надолго. Операторская работа Стефана Чапски была также принята положительно и, по отзывам, придавала «живую» эстетику даже подземным декорациям.
Негативной реакции подверглось содержание, неподходящее для молодой аудитории, такое как похищения и подразумеваемое убийство детей.

### Награды и номинации
На 46-й церемонии вручения наград премии BAFTA «Бэтмен возвращается» получил номинации в категориях «Лучший грим» (Ве Нилл и Стэн Уинстон) и «Лучшие визуальные эффекты» (Майкл Финк, Крэйг Баррон, Джон Бруно и Деннис Скотак). На 65-й церемонии награждения премии «Оскар» фильм получил две номинации в категориях «Лучший грим» (Ве Нилл, Ронни Спектер и Стэн Уинстон) и «Лучшие визуальные эффекты» (Майкл Финк, Крэйг Баррон, Джон Бруно и Деннис Скотак). Нилл и Уинстон получили награду за лучший грим на 19-й церемонии награждения премии «Сатурн». Фильм также получил ещё четыре номинации на премию «Сатурн» в категориях «Лучший фэнтези-фильм», «Лучшая мужская роль второго плана» (Дэнни Де Вито), «Лучшая режиссура» (Тим Бёртон) и «Лучший дизайн костюмов» (Боб Рингвуд, Мэри Вогт и Вин Бёрнэм). Де Вито также был номинирован на антипремию «Золотая малина» в категории «Худшая мужская роль второго плана», в то время как Пфайффер получила номинацию на MTV Movie Awards 1993 как самая желанная женщина. «Бэтмен возвращается» также был номинирован на премию «Хьюго» в категории «Лучшая постановка».

## Пост-релиз

### Анализ производительности и последствия
Кассовые сборы фильма в США и Канаде не оправдали надежд: посещаемость зрителей снизилась на 5 %, было продано около 290 млн билетов по сравнению с более чем 300 млн в каждый из предыдущих четырёх лет. Профессионалы отрасли пришли к выводу, что на падение кассовых сборов повлияло качество выпускаемых фильмов, и считали их слишком скучными. У признанных успешными фильмов также от недели к неделе понижались кассовые сборы вследствие негативных отзывов зрителей. Руководитель индустрии Фрэнк Прайс считает, что залог успеха фильма — наличие интереса молодой аудитории и детей. Рост цен на билеты, конкуренция со стороны Олимпийских игр и экономический спад также считаются факторами, способствующими снижению кассовых сборов. Фильмы «Бэтмен возвращается» и «Смертельное оружие 3» обеспечили компании Warner Bros. лучшее первое полугодие в истории и должны были принести студии более 200 млн $ от кассовых сборов. Несмотря на это, «Бэтмен возвращается» был признан разочаровывающим сиквелом пятого самого кассового фильма за всю историю кинематографа — продолжению не хватило 114,8 млн до 411,6 млн $, собранных в кинотеатрах фильмом 1989 года. В июле 1992 года анонимные руководители Warner Bros. заявили, что «фильм слишком мрачный. Это не очень весело».
Несмотря на рейтинг PG-13, присвоенный сиквелу организацией «Ассоциация кинокомпаний», предупреждающий родителей о том, что фильм может быть не подходящим для детей, некоторые зрители, особенно родители, плохо отреагировали на жестокое и сексуальное содержание «Бэтмен возвращается»; студия получила тысячи писем с жалобами. Сценарист Дэниел Уотерс рассказал о последствиях одного из показов: «Дети плачут, люди ведут себя так, будто их ударили в живот и ограбили». Уотерс ожидал обратной реакции и «наслаждался этой реакцией». Компания McDonald’s подверглась обвинениям за рекламу и игрушки по теме фильма, и в сентябре 1992 года McDonald’s прекратил рекламную кампанию сиквела. Режиссёр Тим Бёртон заявил: «Фильм [„Бэтмен возвращается“] мне нравится больше, чем первый. Было много жалоб, что он слишком мрачный, но мне этот фильм показался гораздо менее мрачным». Несмотря на то, что бо́льшая часть сюжета Сэма Хэмма была заменена, он защищал Бёртона и Уотерса и говорил, что, за исключением товаров, «Бэтмен возвращается» никоим образом не был создан для детей.
Студия Warner Bros. решила продолжить серию фильмов о Бэтмене без Бёртона, которого назвала «слишком мрачным и странным», и заменила его Джоэлом Шумахером. Один из руководителей конкурирующей студии сказал: «Если вы вернёте Бёртона и Китона, вы останетесь с их видением». На Warner Bros. подали в суд исполнительные продюсеры Бенджамин Мельникер и Майкл Услан, утверждавшие, что изначально именно они приобрели права на экранизацию Бэтмена, но были лишены своей доли прибыли от «Бэтмена» и «Бэтмен возвращается» из-за голливудской бухгалтерии студии. Суд принял решение в пользу Warner Bros., сославшись на отсутствие доказательств.

### Домашние медиа
«Бэтмен возвращается» был выпущен на Video Home System (VHS) и LaserDisc 21 октября 1992 года. Цена на VHS была ниже средней — 24,98 $, чтобы повысить продажи. По оценкам, «Бэтмен возвращается» был продан миллионными тиражами и хорошо продавался в прокате, но его успех был ограничен взрослым и жестоким содержанием, не подходящим для детей. На DVD фильм был выпущен в 1997 году. В октябре 2005 года на DVD была выпущена антология, содержащая все фильмы о Бэтмене от Бёртона и Шумахера. На диске с фильмом «Бэтмен возвращается» представлены комментарии Бёртона, специальный выпуск The Bat, The Cat, and The Penguin (с англ. — «Летучая мышь, Кошка и Пингвин») о создании фильма, четвёртая часть документального фильма Shadows of the Bat: The Cinematic Saga of the Dark Knight (с англ. — «Тени Летучей мыши: Кинематографическая сага о Тёмном рыцаре»), заметки о разработке костюмов, грима и спецэффектов, а также музыкальное видео на песню «Face to Face» (с англ. — «Лицом к лицу»).
Эта же антология была выпущена на Blu-ray в 2009 году, наряду с отдельным Blu-ray-релизом ленты. В британской версии фильма была вырезана сцена, в которой Женщина-кошка ставит баллончики с краской в микроволновую печь, что приводит к взрыву универмага Макса Шрека, а также сцена с участием клоуна, который размахивает нунчаками; в 2009 году обе сцены были добавлены в версию на Blu-ray с повышением возрастного ограничения фильма до 15 лет. Версия 4K Ultra HD Blu-ray, включающая стандартный Blu-ray-формат и цифровую версию, была выпущена в 2019 году; она восстановлена с оригинальной 35-миллиметровой киноплёнки и включает в себя дополнительные материалы антологии. В 2022 году было выпущено отдельное коллекционное издание 4K, включающее оригинальную обложку, карточки персонажей и двухсторонний постер, а также ранее выпущенные специальные материалы. Саундтрек Дэнни Эльфмана был выпущен в 1992 году на компакт-диске, а расширенный альбом — в 2010 году.

### Другие медиа
Вместе с фильмом «Бэтмен возвращается» было выпущено около 120 лицензионных товаров, включая фигурки и игрушки от Kenner Products, одежду с изображением Женщины-кошки, зубные щётки, роликовые коньки, футболки, нижнее бельё, солнцезащитные очки, полотенца, кресла-мешки, кружки, перчатки для тяжёлой атлетики, подушки, формочки для печенья, памятные монеты, игральные карты, бижутерию, хлопья, радиоуправляемый Бэтмобиль и чипсы с логотипом Бэтмена. Также ожидалось, что выход мультсериала «Бэтмен» в конце 1992 года продлит успех мерчандайзинга после того, как «Бэтмен возвращается» покинул кинотеатры. Для борьбы с поддельной продукцией Warner Bros. использовала разработанные компанией American Bank Note Holographics голографические наклейки.
Новеллизация фильма, написанная Крейгом Шоу Гарднером, была выпущена в июле 1992 года. В Six Flags Great America были построены американские горки «Бэтмен: Аттракцион» стоимостью 8 млн $, которые впоследствии были воспроизведены в других локациях Six Flags. Видеоигровые адаптации фильма были выпущены рядом разработчиков на различных платформах, включая Game Gear, Master System, Sega Genesis, Sega CD, Amiga, MS-DOS и Atari Lynx; наиболее успешной оказалась версия для Super Nintendo Entertainment System.
Серия комиксов Batman ’89, опубликованная в 2022 году, продолжает повествование двух оригинальных фильмов Тима Бёртона и игнорирует события фильмов Джоэла Шумахера. Действие серии происходит через несколько лет после событий ленты «Бэтмен возвращается». В Batman ’89 показана трансформация окружного прокурора Харви Дента в Двуликого, а также представлен Робин. Сценаристом выступил Сэм Хэмм, а художником — Джо Квинонс. В 2021 году, в честь 80-летия первого появления Пингвина в комиксах, Дэнни Де Вито написал комикс «Bird Cat Love» (с англ. — «Любовь пташки и кошки»), повествующий о том, как Пингвин и Женщина-кошка влюбляются друг в друга и кладут конец пандемии COVID-19. Банда «Красный треугольник» впервые появилась за пределами фильма «Бэтмен возвращается» в комиксе 2022 года Robin #15.

## Наследие

### Культурное влияние
Ретроспективы 2010-х и 2020-х годов отмечали, что «Бэтмен возвращается» оставил прочное наследие после своего выхода, а сайт Comic Book Resources назвал фильм самым культовым кинокомиксом. Несмотря на то, что изначально «Бэтмен возвращается» подвергся неоднозначной критике за смешение жанров супергероики и нуара, фильм положил начало развитию тенденции к мрачным тонам и сложным персонажам, которые впоследствии стали неотъемлемой частью многих блокбастеров. Некоторые издания полагают, что «тревожные образы» фильма и высмеивание корпоративной политики кажутся ещё более актуальными в настоящее время, как и темы предрассудков и феминизма, исследуемые в характере Женщины-кошки. По мнению Тима Бёртона, «Бэтмен возвращается» исследует новую историю, но по современным стандартам фильм может показаться «примитивным». The Ringer полагает, что «странный и тревожный» сиквел Бёртона позволил будущим авторам, таким как Кристофер Нолан, Питер Джексон и Сэм Рэйми, перейти в мейнстрим.
Сайт Collider назвал фильм первым «антиблокбастером», который не оправдывает ожиданий и представляет собой супергеройский фильм с небольшим количеством экшна, действие которого разворачивается во время Рождества (несмотря на то, что фильм вышел в июле). Некоторые издания относят «Бэтмен возвращается» к неофициальной рождественской трилогии Бёртона, в которую входят «Эдвард Руки-ножницы» и «Кошмар перед Рождеством», а также считают кинокомикс обычным альтернативным праздничным фильмом наряду с такими кинокартинами, как «Крепкий орешек» (1988). Различные аспекты постановки, такие как музыка и визуальная эстетика, также считаются культовыми, и повлияли на связанные с Бэтменом экранизации и воплощения персонажей на десятилетия вперёд; пример — серия видеоигр Batman: Arkham. Режиссёр фильма «Бэтмен» (2022) Мэтт Ривз и актёр Роберт Паттинсон назвали «Бэтмен возвращается» своим любимым фильмом о Бэтмене.

### Современная реакция
За годы, прошедшие с момента премьеры, «Бэтмен возвращается» получил положительные отзывы. В настоящее время кинокомикс считается одним из лучших супергеройских фильмов в истории, а также одним из лучших сиквелов и одним из лучших фильмов о Бэтмене. Портал Screen Rant назвал его лучшим фильмом о Бэтмене XX века, а в 2018 году GamesRadar назвал его лучшим фильмом о Бэтмене. «Бэтмен возвращается» занял 401 место в списке 500 величайших фильмов всех времён, составленном журналом Empire в 2008 году.
Сценарист Дэниел Уотерс вспомнил, как ему сказали, что «Бэтмен возвращается» — это «отличный фильм для людей, которым не нравится Бэтмен». Фильм был подвергнут отрицательной критике за сцены, в которых Бэтмен убивает людей; в ответ на это Уотерс заявил следующее: «Для меня то, что Бэтмен не убивает [Джокера (в исполнении Хита Леджера)] в конце „Тёмного рыцаря“ после того, как доказал, что может выбраться из любой тюрьмы, звучит как „Давай. Убей Хита Леджера“». Уотерс считает, что приём фильма «Бэтмен возвращается» со временем улучшается, особенно после выхода фильма «Бэтмен» (2022).
Критик Брайан Таллерико утверждает, что элементы, которые изначально расстроили как критиков, так и зрителей, делают фильм по-прежнему «откровением… Это один из лучших и самых странных фильмов такого рода, когда-либо снятых». На агрегаторе рецензий Rotten Tomatoes «Бэтмен возвращается» имеет рейтинг одобрения 81 % на основе 89 отзывов со средней оценкой 6,8/10. Консенсус критиков гласит: «Мрачная, задумчивая атмосфера режиссёра Тима Бёртона, работа Майкла Китона в роли измученного героя и безупречный выбор Дэнни Де Вито на роль Пингвина и Кристофера Уокена на роль Макса Шрека делают сиквел лучше первой части». На Metacritic фильм получил 68 баллов из 100 на основе 23 отзывов, что означает «в целом положительные отзывы».
Женщина-кошка в исполнении Мишель Пфайффер признана культовым персонажем и повлияла на последующие супергеройские фильмы с участием женщин. Воплощение Пфайффер также считается одним из лучших киноперсонажей по комиксам, одной из величайших кинозлодеек и лучшей киноадаптацией Женщины-кошки, что повлияло на будущие интерпретации персонажа, включая исполнение Зои Кравиц в фильме «Бэтмен» (2022). Воплощение Пингвина в исполнении Де Вито также считается культовым, а некоторые издания назвали его одним из лучших врагов Бэтмена в кинематографе.

## Продолжения
После премьеры фильма «Бэтмен возвращается» студия Warner Bros. намеревалась продолжить серию фильмов о Бэтмене без Тима Бёртона. Бёртон рассказал следующее: «Я помню, как меня посетила мысль снять ещё один фильм. И я помню, как пошёл в Warner Bros. и провёл совещание. И я говорю: „Я могу сделать это“. Они отвечают: „Тим, не хочешь ли ты сейчас снять фильм меньшего масштаба? Что-то, что больше подходит [тебе]?“. Примерно через полчаса встречи я спрашиваю: „Вы не хотите, чтобы я снимал ещё один фильм?“ … На этом мы остановились». Студия заменила Бёртона на Джоэла Шумахера, который мог сделать серию фильмов коммерчески выгодной и подходящей для семейного просмотра. Тим Бёртон и Майкл Китон поддержали нового режиссёра, однако Китон всё же покинул франшизу. Журнал Entertainment Weekly сообщил, что Майкл запросил оплату в 15 млн $ и процент от прибыли.
Бёртон выступил исполнительным продюсером третьего фильма серии, «Бэтмен навсегда» (1995), который был принят более неоднозначно, чем «Бэтмен возвращается», но принёс студии значительный финансовый успех. Четвёртый и последний фильм серии, «Бэтмен и Робин» (1997), стал финансовым и критическим провалом и был признан одним из худших блокбастеров, когда-либо созданных. «Бэтмен и Робин» остановил производство новых фильмов о Бэтмене на восемь лет; в 2005 году был выпущен перезапуск — «Бэтмен: Начало» (2005).
В середине 1990-х годов Бёртон и Уотерс приступили к работе над фильмом «Женщина-кошка» с Мишель Пфайффер в главной роли. По сюжету Уотерса, Женщина-кошка, страдающая амнезией после травмы, полученной в конце фильма «Бэтмен возвращается», попадает в Оазисбург, город, похожий на Лас-Вегас, и противостоит публично добропорядочным супергероям-мужчинам, которые втайне являются коррупционерами. Бёртон и Пфайффер потеряли интерес к созданию фильма в связи с занятостью в других проектах, вследствие чего студия Warner Bros. разработала фильм «Женщина-кошка» (2004), который не относится к серии фильмов о Бэтмене. Главную роль исполнила Хэлли Берри. Этот фильм вызвал негативную реакцию критиков и считается одним из худших кинокомиксов.
Спустя три десятилетия после премьеры фильма «Бэтмен возвращается» Майкл Китон повторил роль своей версии Бэтмена в фильме «Флэш» (2023).

### Комментарии
1. ↑  Несмотря на то, что Боб Кейн получил всеобщее признание за создание супергероя Бэтмена и связанных с ним персонажей, в 2015 году было установлено, что писатель Билл Фингер участвовал в создании Бэтмена, Пингвина и Женщины-кошки совместно с Кейном. В последующих адаптациях комиксов о Бэтмене Фингер получил равные с Кейном заслуги[1][2][3][4].
2. ↑  Бюджет в размере 50—90 млн $ в 1992 году эквивалентен 107,6—193,6 млн $ в 2023 году.
3. ↑  Кассовые сборы фильма в кинотеатрах в 1992 году составили 266,9 млн $, что эквивалентно 574,2 млн $ в 2023 году.
4. ↑  Источники:[23][24][25][26]
5. ↑  Источники:[23][27][34][35]
6. ↑  Источники:[11][26][34][36]
7. ↑  Источники:[23][26][34][39]
8. ↑  Источники:[11][26][27][44]
9. ↑  Источники:[23][26][45][46]
10. ↑  Источники:[11][27][44][48]
11. ↑  Источники:[11][23][49][50]
12. ↑  Источники:[26][30][42][53]
13. ↑  Источники:[23][26][30][57]
14. ↑  Источники:[23][26][30][48][57]
15. ↑  Источники:[23][26][30][57]
16. ↑  Источники:[11][12][64][65][66][67]
17. ↑  Источники:[23][25][35][68][69][70][71]
18. ↑  Источники:[23][77][84][85]
19. ↑  Источники:[91][96][97][98][99][100][101]
20. ↑  Источники:[103][104][105][106]
21. ↑  Источники:[10][70][103][105]
22. ↑  Источники:[10][15][108][109]
23. ↑  Источники:[10][15][70][104][111][112]
24. ↑  Источники:[10][15][70][108]
25. ↑  Источники:[10][70][104][105][107][111][113]
26. ↑  Источники:[103][104][105][113]
27. ↑  Источники:[70][107][109][113][114]
28. ↑  Источники:[8][27][104][106][115]
29. ↑  Источники:[8][42][92][96][122][123][124]
30. ↑  Источники:[8][12][27][125][126]
31. ↑  Источники:[141][142][143][144]
32. ↑  Источники:[8][12][150][152]
33. ↑  Источники:[157][158][159][160][161][162][163][164]
34. ↑  Источники:[165][166][167][168]
35. ↑  Источники:[169][170][171][172][173][174][175][176][177][178][179]
36. ↑  Источники:[26][111][150][184][185][186][187][188]
37. ↑  Источники:[26][184][189][190][191]
38. ↑  Источники:[185][186][187][188][192][193][194][195][196][197][198]
39. ↑  Источники:[199][200][201][202][203][204][205][206]
40. ↑  Источники:[191][207][208][209]
41. ↑  Источники:[11][42][126][210]
42. ↑  Источники:[125][126][211][212]